# Poręb (Lipinki)
Poręb – część wsi Lipinki w Polsce, położona w województwie lubelskim, w powiecie chełmskim, w gminie Żmudź.
W latach 1975–1998 Poręb należał administracyjnie do województwa chełmskiego.